# Petro Kyrylenko
| 545565 Borysten     | 27 agosto 2011  |
| 542509 Lyatoshynsky | 30 ottobre 2011 |

Petro Kyrylenko (in ucraino Петро кириленко?; 1987) è un astronomo ucraino.
Il Minor Planet Center gli accredita le scoperte di quindici asteroidi, effettuate tra il 2010 e il 2011, in parte in collaborazione con Jurij Mykolajovyč Ivaščenko.
Gli è stato dedicato l'asteroide 281459 Kyrylenko.